# Nazareth Speedway

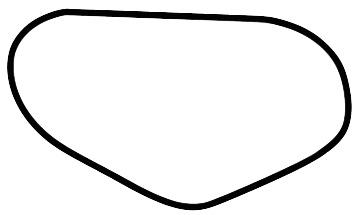
Plano del Óvalo de Nazareth Speedway

Nazareth Speedway fue un óvalo corto situado en el poblado de Nazareth, estado de Pensilvania, Estados Unidos.
Fue inaugurado en la década de 1910 con el nombre Nazareth National Speedway. Habiendo sido cerrado en 1984, Roger Penske compró las instalaciones en 1986, asfaltó la pista y la reinauguró en 1986 con el nombre Pennsylvania International Raceway (en 1993 tomó la denominación Nazareth Speedway). Su nuevo diseño era de tres curvas de hasta 6 grados de peralte y una longitud oficial de una milla (1.600 metros), pese a que se sabía que la extensión real era menor. En 1998, ese dato se corrigió a 0,946 millas (1.520 metros). International Speedway Corporation compró Nazareth en 1999 y lo clausuró en 2004. La International Speedway Corporation busca actualmente la manera de hacerlo desaparecer a un bajo coste.
La CART World Series visitó anualmente a Nazareth desde 1987 hasta 1994 en septiembre u octubre, y entre 1995 y 2001 en abril o mayo. La carrera tuvo una duración de 200 vueltas hasta 1996, y de 225 vueltas a partir de 1997. La IndyCar Series corrió una carrera de 225 vueltas en abril de 2002 y en agosto de 2003 y de 2004. Esa carrera tuvo como telonera a la Indy Lights entre 1987 y 1999, y a la Fórmula Atlantic desde 1991 hasta 1999 y en 2001.
La NASCAR Busch Series disputó en Nazareth una carrera de 300 millas entre 1988 y 1990, y luego una de 200 vueltas desde 1991 hasta 2004. La NASCAR Truck Series también visitó el trazado entre 1996 y 2001.

## Ganadores

### NASCAR
| Año  | Busch Series     | Año  | Busch Series     | Truck Series  |
| ---- | ---------------- | ---- | ---------------- | ------------- |
| 1988 | Rick Mast        | 1996 | Randy LaJoie     | Jack Sprague  |
| 1989 | Bobby Hillin Jr. | 1997 | Elliott Sadler   | Jack Sprague  |
| 1990 | Jimmy Hensley    | 1998 | Tim Fedewa       | Ron Hornaday  |
| 1991 | Chuck Bown       | 1999 | Matt Kenseth     | Greg Biffle   |
| 1992 | Todd Bodine      | 2000 | Ron Hornaday     | Dennis Setzer |
| 1993 | Robert Pressley  | 2001 | Greg Biffle      | Greg Biffle   |
| 1994 | Ricky Craven     | 2002 | Jason Keller     |               |
| 1995 | Tim Fedewa       | 2003 | Ron Hornaday     |               |
|      |                  | 2004 | Martin Truex Jr. |               |

### CART / IndyCar Series
| Año            | Piloto             | Automóvil                  | Equipo         |
| CART           | CART               | CART                       | CART           |
| -------------- | ------------------ | -------------------------- | -------------- |
| 1987           | Michael Andretti   | March Cosworth             | Newman/Haas    |
| 1988           | Danny Sullivan     | Penske Chevrolet-Ilmor     | Penske         |
| 1989           | Emerson Fittipaldi | Penske Chevrolet-Ilmor     | Patrick        |
| 1990           | Emerson Fittipaldi | Penske Chevrolet-Ilmor     | Penske         |
| 1991           | Arie Luyendyk      | Lola Chevrolet-Ilmor       | Granatelli     |
| 1992           | Bobby Rahal        | Lola Chevrolet-Ilmor       | Rahal          |
| 1993           | Nigel Mansell      | Lola Ford-Cosworth         | Newman/Haas    |
| 1994           | Paul Tracy         | Penske Ilmor               | Penske         |
| 1995           | Emerson Fittipaldi | Penske Mercedes-Benz-Ilmor | Penske         |
| 1996           | Michael Andretti   | Lola Ford-Cosworth         | Newman/Haas    |
| 1997           | Paul Tracy         | Penske Mercedes-Benz-Ilmor | Penske         |
| 1998           | Jimmy Vasser       | Reynard Honda              | Ganassi        |
| 1999           | Juan Pablo Montoya | Reynard Honda              | Ganassi        |
| 2000           | Gil de Ferran      | Reynard Honda              | Penske         |
| 2001           | Scott Dixon        | Reynard Toyota             | PacWest        |
| IndyCar Series |                    |                            |                |
| 2002           | Scott Sharp        | Dallara Chevrolet          | Kelley         |
| 2003           | Hélio Castroneves  | Dallara Toyota             | Penske         |
| 2004           | Dan Wheldon        | Dallara Honda              | Andretti Green |

### Indy Lights / Fórmula Atlantic
| Año  | Indy Lights        | Fórmula Atlantic   |
| ---- | ------------------ | ------------------ |
| 1987 | Mike Groff         |                    |
| 1988 | Calvin Fish        |                    |
| 1989 | Mike Groff         |                    |
| 1990 | Robbie Groff       |                    |
| 1991 | Robbie Buhl        | Jovy Marcelo       |
| 1992 | Robbie Buhl        | Harald Huysman     |
| 1993 | Bryan Herta        | Claude Bourbonnais |
| 1994 | Greg Moore         | Mark Dismore       |
| 1995 | Greg Moore         | Patrick Carpentier |
| 1996 | David DeSilva      | Patrick Carpentier |
| 1997 | Cristiano da Matta | Alex Barron        |
| 1998 | Cristiano da Matta | Buddy Rice         |
| 1999 | Airton Dare        | Anthony Lazzaro    |
| 2001 |                    | Tony Ave           |

- Datos: Q1972602